# 센트럴로
센트럴로(Central-ro)는 인천광역시 연수구 송도동에 있는 도로로, 총 연장은 4.787 km이다. 이름이 유래된 것은 송도 센트럴파크로 향하는 도로로 명명되었기 때문이다.

## 역사
- 2005년 1월 17일 : 해맞이공원 ~ 쉐라톤그랜드호텔 1.437km 구간 개통[1]
- 2009년 5월 14일 : 도로명으로 센트럴로를 고시

## 주요 경유지
- 연수구
  - 송도1동 - 송도2동 - 송도5동

## 접촉하는 도로
- 랜드마크로
- 아트센터대로
- 컨벤시아대로
- 하모니로
- 송도국제대로
- 송도과학로

## 철도 연계역
- ● 인천 도시철도 1호선 : 테크노파크역

## 주요 건물 및 시설
- 송도컨벤시아 (센트럴로 123/송도동 6-1)
- 송도 센트럴파크 푸르지오 (센트럴로 160/송도동 23-5)
- 송도 더샵 센트럴파크 2차 (센트럴로 194/송도동 23-4)
- 국립세계문자박물관 (센트럴로 217/송도동 24-8)
- 송도 더샵 센트럴파크 1차 (센트럴로 232/송도동 23-3)
- 송도 글로벌 레인보우유치원 (센트럴로 233/송도동 24-10)
- 송도국제업무단지 C8-2블럭 업무복합시설 (센트럴로 263/송도동 29-13)
- 달빛축제공원 (센트럴로 350/송도동 26-1)
- 인천송도소방서 국제119안전센터 (센트럴로 412/송도동 313-9)
- 힐스테이트 송도 더테라스 (센트럴로 415/송도동 316)
- 인천은송초등학교 (센트럴로 460/송도동 314-1)

## 사진

쉐라톤 그랜드 인천 호텔